# Sebastian Cappelen
Sebastian Cappelen (Odense, 14 april 1990) is een Deense golfprofessional. Hij debuteerde in 2014 op zowel de Web.com Tour als de PGA Tour.

## Loopbaan
Cappelen werd geboren in Odense en hij ging als jongvolwassene naar de Verenigde Staten. Hij begon te golfen op de Universiteit van Arkansas.
Als golfamateur golfde Cappelen drie keer voor het Europese team op de Palmer Cup.
In juni 2014 werd Cappelen een golfprofessional. Op maandag 16 juni 2014 kwalificeerde hij zich via de Monday qualifier voor de Air Capital Classic op de Web.com Tour waar hij tevens zijn debuut maakte. Met de Air Capital Classic golfde hij zijn eerste professionele golftoernooi en behaalde daarop meteen zijn eerste profzege. Door die zege kreeg hij een speelkaart voor de rest van het seizoen.

## Erelijst
Web.com Tour
| Nr. | Datum        | Toernooi            | Score           | Score | Info            |
| --- | ------------ | ------------------- | --------------- | ----- | --------------- |
| 1   | 22 juni 2014 | Air Capital Classic | 66-65-65-66=262 | –18   | Eerste profzege |

## Teamcompetities
Amateur
- Palmer Cup ( EU): 2011, 2012 (winnaars), 2013